# 67 (tal)
67 (syvogtres, på checks også sekstisyv) er det naturlige tal som kommer efter 66 og efterfølges af 68.

## Inden for matematik
- 67 er det 19. primtal.[1]

## Inden for videnskab
- 67 Asia, asteroide
- M67, åben stjernehob i Krebsen, Messiers katalog

## Eksterne links
- Wikimedia Commons har flere filer relateret til 67 (tal)